# Bačne
Bačne je naselje v Občini Gorenja vas - Poljane.